# Gloeosporium pseudophoma
Gloeosporium pseudophoma är en svampart som beskrevs av Penz. & Sacc. 1884. Gloeosporium pseudophoma ingår i släktet Gloeosporium och familjen Dermateaceae.   Inga underarter finns listade i Catalogue of Life.